# こさど丸
こさど丸（こさどまる）は、佐渡汽船が運航していたフェリー。後にいわさきコーポレーションで屋久島丸としても運航された。

## 概要
神田造船所川尻工場で建造され、1983年7月に新潟 - 両津航路に就航した。共有建造制度を利用して建造された船舶整備公団との共有船である。
1993年4月、おけさ丸 (3代)の就航により、小木 - 直江津航路に転配された。本船の転配により従来、小木 - 直江津航路に就航していたこがね丸 (2代)は引退、海外売船された。
2008年3月31日、老朽化により引退。本船の引退により小木 - 直江津航路の就航船はこがね丸 (3代)のみとなり、1日1.5往復の変則運航となった。
その後、いわさきコーポレーション傘下の新屋敷商事へ6億円で売却された。2008年6月10日に引き渡された後、ランプドアの新設などの改造を行い、屋久島丸として2008年12月22日に鹿児島商船の運航で鹿児島 - 屋久島航路に就航した。本船の就航により従来、鹿児島 - 種子島 - 屋久島航路に就航していたはいびすかすは種子島折り返しとなった。しかしながら、利用低迷などにより2011年1月31日で本船は運休、屋久島航路は再び「はいびすかす」により運航される形となった。
2011年3月、インドネシアのPt. Dharma Lautan Utamaへ売却され、KIRANA IXとなった。その後、ジャワ島のスラバヤとボルネオ島のマカッサルを結ぶ航路で運航されている。

### 就航航路
佐渡汽船
- 新潟港 - 両津港
- 直江津港 - 小木港

鹿児島商船
- 鹿児島港（本港区南埠頭） - 宮之浦港（屋久島）

Pt. Dharma Lautan Utama
- スラバヤ - マカッサル

## 設計
船首船橋型の自動車渡船兼旅客船で、船型は全通船楼型である。日本初となる乗用車用可動甲板を車両甲板の両舷に装備しており、先に就航したおとめ丸 (2代)と比較して、全長が20m、総トン数が500トン増加して4,000総トン級となり、その後の佐渡汽船のカーフェリーの大型化の契機となった。
屋久島丸への改造の際に、船尾側のランプは船尾中央から右舷に移設された。

## 船内

### 船室
| クラス   | 部屋数          | 定員  | 設備 |
| -------- | --------------- | ----- | ---- |
| スイート | 6名×1室         | 6名   |      |
| 特等室   | 3名×6室 6名×2室 | 30名  |      |
| 一等室   | 36名×8室        | 288名 |      |
| 特二等室 |                 |       |      |
| 二等室   |                 |       |      |

## 事故・インシデント

### 防波堤への衝突
1989年4月9日、11時8分、両津港から新潟港へ向かっていた本船は、新潟港へ入港する際に右舷舵の操舵装置の異常で操舵不能となり、全速力後進および投錨を命じたものの、新潟港西区西突堤灯台の南南西約180メートルの地点で西突堤東側基礎部に衝突した。  衝突により本船は、船首部右舷船底外板に凹傷を生じ、陸上の送電用電柱１本が曲損したが、乗客・搭載車両に被害はなく、自力で専用岸壁に着岸した。事故原因は、右舷舵2号ポンプユニットの電磁弁の破損により、右舷舵が右舵35度で固定された際、操舵装置の取扱いが不十分で無追従操舵としたのみで、ポンプユニットを切り替えなかったためであった。

### 車両火災
2011年9月28日、ジャワ島のスラバヤからボルネオ島の南カリマンタン州へ向かう予定だった本船は、出港前、搭載したトラックから火災が発生した。火災は限定的で消し止められたが、乗客はパニックになり乗船口へ詰めかけ、デッキから水中へ飛び込んだ。群衆に踏まれるなどした女性7名と男性1名が死亡、約55名が負傷した。